# Eusarima helleriana
Eusarima helleriana är en insektsart som först beskrevs av Dlabola 1997.  Eusarima helleriana ingår i släktet Eusarima och familjen sköldstritar.
Artens utbredningsområde är Nepal. Inga underarter finns listade i Catalogue of Life.